# Емпайър 2013
18-ите награди „Емпайър“ (на английски: 18th Empire Awards) се провеждат на 24 март 2013 г. в Лондон. Водещ на церемонията е ирландският комик Ед Бърн. Наградата за 3D филм е връчена за втора и последна година. Това е петата година, през която Джеймсън е спонсор на събитието и официалното име на наградите е Jameson Empire Awards.

## Множество номинации
| Заглавие на български         | Оригинално заглавие               | Номинации | Награди |
| ----------------------------- | --------------------------------- | --------- | ------- |
| 007 Координати: Скайфол       | Skyfall                           | 6         | 2       |
| Отмъстителите                 | The Avengers                      | 5         | —       |
| Хобит: Неочаквано пътешествие | The Hobbit: An Unexpected Journey | 5         | 2       |
|                               | Sightseers                        | 4         | 1       |
| Джанго без окови              | Django Unchained                  | 3         | —       |
| Дред                          | Dredd                             | 3         | 1       |
| Животът на Пи                 | Life of Pi                        | 3         | —       |
| Черният рицар: Възраждане     | The Dark Knight Rises             | 3         | —       |
| Ана Каренина                  | Anna Karenina                     | 2         | —       |
| Клетниците                    | Les Misérables                    | 2         | 1       |
| Прометей                      | Prometheus                        | 2         | —       |
| Невъзможното                  | Lo imposible                      | 2         | 1       |
| Жената в черно                | The Woman in Black                | 2         | 1       |
| Враг номер едно               | Zero Dark Thirty                  | 2         | —       |

## Награди и номинации по категория
| Филм | Британски филм |
| --- | --- |
| - 007 Координати: Скайфол - Джанго без окови - Отмъстителите - Черният рицар: Възраждане - Хобит: Неочаквано пътешествие                                                                                 | - Sightseers - Дред - Клетниците - 007 Координати: Скайфол - Жената в черно |
| Режисьор | |
| - Сам Мендес – 007 Координати: Скайфол - Кристофър Нолан – Черният рицар: Възраждане - Джос Уидън – Отмъстителите - Питър Джаксън – Хобит: Неочаквано пътешествие - Куентин Тарантино – Джанго без окови | |
| Актьор | Актриса |
| - Мартин Фрийман – Хобит: Неочаквано пътешествие - Кристоф Валц – Джанго без окови - Даниел Крейг – 007 Координати: Скайфол - Даниъл Дей-Люис – Линкълн - Робърт Дауни Джуниър – Отмъстителите           | - Дженифър Лорънс – Игрите на глада - Ан Хатауей – Черният рицар: Възраждане - Джесика Частейн – Враг номер едно - Джуди Денч – 007 Координати: Скайфол - Наоми Уотс – Невъзможното |
| Мъжки дебют | Женски дебют |
| - Том Холанд – Невъзможното - Донъл Глийсън – Ана Каренина - Рейф Спол – Животът на Пи - Стив Орам – Sightseers - Сурадж Шарма – Животът на Пи                                                           | - Саманта Баркс – Клетниците - Алис Лоу – Sightseers - Алисия Викандер – Ана Каренина - Холидей Грейнджър – Големите надежди - Куавенжаней Уолис – Зверовете на дивия юг            |
| Комедия | Ужаси |
| - Приятелю, Тед - Внедрени в час - В царството на пълнолунието - Наръчник на оптимиста - Пиратите! Банда неудачници                                                                                      | - Жената в черно - Тъмни сенки - Sightseers - Греховен - Хижа в гората |
| Научнофантастичен филм или фентъзи | Трилър |
| - Хобит: Неочаквано пътешествие - Дред - Looper: Убиец във времето - Прометей - Отмъстителите | - Ловци на глави - Арго - 007 Координати: Скайфол - Serbuan maut - Враг номер едно                                                                                                  |
| 3D филм | |
| - Дред - Животът на Пи - Прометей - Отмъстителите - Хобит: Неочаквано пътешествие | |